# Vanished (série télévisée, 2026)
Production
Diffusion
Vanished est une série télévisée réalisée par le réalisateur et producteur britannique Barnaby Thompson d'après un scénario de Preston Thompson.
Ce drame à suspense est une coproduction de Fragile Films, Peninsula Film et AGC Television.

## Distribution
- Kaley Cuoco :
- Sam Claflin :
- Karin Viard :
- Matthias Schweighöfer :
- Simon Abkarian :
- Dar Zuzovsky :

## Production

### Genèse et développement
Le 24 mars 2025, Deadline Hollywood annonce qu'AGC Television lance la commercialisation de la série Vanished au Festival Séries Mania de Lille avant même le début du tournage.
Ce drame à suspense est une coproduction de Fragile Films, Peninsula Film et AGC Television.
La série est créée par David Hilton et Preston Thompson, écrite par Preston Thompson et réalisée par Barnaby Thompson,,,.
La production est assurée par Barnaby Thompson pour Fragile Films, John Bernard pour Peninsula Film et Stuart Ford pour AGC Television.
En mai, Deadline Hollywood annonce qu'Amazon a acheté les droits pour différents pays et que la série sera diffusée sur Prime Video au Royaume-Uni, en Irlande, au Canada, en Australie et en Nouvelle-Zélande.

### Attribution des rôles
En mars 2025, Deadline Hollywood annonce que Kaley Cuoco, Sam Claflin, Karin Viard et Matthias Schweighöfer vont tourner dans la série Vanished.
En mai, le même site annonce que Simon Abkarian et Dar Zuzovsky rejoignent le tournage.

### Tournage
Le tournage de la série se déroule à partir du 28 avril 2025 à Paris et à Marseille,,,,.

### Fiche technique
Sauf indication contraire, les informations mentionnées dans cette section peuvent être confirmées par les bases de données cinématographiques  présentes dans la section « Liens externes ».
- Titre français : Vanished
- Genre : Drame à suspense[1],[6]
- Création : David Hilton et Preston Thompson[1],[6],[2],[3],[4]
- Réalisation : Barnaby Thompson[1],[6],[3]
- Scénario : Preston Thompson[1],[6],[3]
- Production : Barnaby Thompson, John Bernard et Stuart Ford[1],,Arnaud Kaiser[6]
- Sociétés de production : Fragile Films, Peninsula Film et AGC Television[1],[6]
- Sociétés de distribution : Prime Video[5]
- Pays de production :  Royaume-Uni
- Langue originale : anglais
- Format : couleur
- Nombre de saisons : 1
- Nombre d'épisodes :
- Durée :
- Dates de première diffusion :